# لاري فيليبس (سائق سباق)
لاري فيليبس (بالإنجليزية: Larry Phillips)‏ هو سائق سباق أمريكي، ولد في 3 يوليو 1942 في سبرينغفيلد في الولايات المتحدة، وتوفي في 21 سبتمبر 2004.

## وصلات خارجية
- لاري فيليبس على موقع Racing-Reference.info (الإنجليزية)